# Sas-kövi-barlang
A Sas-kövi-barlang az egyik olyan üreg, amely a Duna–Ipoly Nemzeti Parkban, Szentendrén található. Nem barlang. A Visegrádi-hegység régóta ismert egyik ürege. A régészeti és helytörténeti jelentőségű üreg valószínűleg teljes hosszában mesterségesen lett kialakítva. Az üreg minden bizonnyal egy bányatáró.

## Leírás
A Sas-kő Szentendre központjától kb. 3 km-re É-ra, a Nyerges-hegy DK-i oldalán található. A Sas-kő voltaképpen egy hosszú, ívelt sziklafal. A fal és annak előtere olyan, mintha régen itt követ bányásztak volna. A Sas-kövi-barlang 1,5 m széles és 2,2 m magas bejárata a Sas-kő sziklafalának közepén, a fal aljában helyezkedik el. A gyalog érkezőknek a H5-ös HÉV végállomásától a Pismányba induló buszra kell felszállni és a végállomásig menni. Innen a Cseresznyés út felé kell gyalogolni. Kocsival a 11-es főútról a Pismány táblánál fel kell kanyarodni a Cseresznyés útra. A tetőhöz közeledve jobbra kell letérni, innen murvás utca, a Vándor utca vezet a Tyúkosdűlő útig. A kocsit itt le lehet tenni. Innen már látható a szürkés sziklafal. Az elkerítetlen telkek mellett található egy ösvény, amelyen fel lehet jutni az üreghez.
Az üreg bejárata után lévő tág, enyhén lejtő folyosóban 14 m-t kell menni, ahol a folyosóban egy iránytörés van. Az iránytörésben balra visszafordulva a szemben lévő falon, de főleg a mennyezetben egy érdekes, fehér színű telér maradványai húzódnak. Az iránytörés után a folyosó továbbra is majdnem az eredeti irányba tart, de kisebbek méretei. Bal oldalon lent egy 5 m hosszú, jobbra kanyarodó, kuszoda jellegű vakág ágazik ki. 4 m-t tovább haladva, szintén a bal oldalon látható egy ferdén lefelé tartó, kőzettörmelékkel kitöltött szűk járat, amely ismeretlen hosszú.
Az iránytörés után a tufát, eleinte csak a bal oldalban, majd tovább az egész táróban felváltja a szálban álló andezit. Az első vakág már teljesen andezitben van, de itt a jobb oldal még tufában. Az eltömődött kis oldalág után, 7 m-re található egy kb. 4 m hosszú, kellemetlenül alacsony, köves kuszoda. A kuszoda után omladékköveken felmászva egy jókora terembe lehet jutni, amely valószínűleg felharapódzó omlással jött létre. A terem talpszintje nagyon lejt, majd jobbra lenn egy 1,5 m mély gödörbe lehet lemászni. A gödör alján egy kellemetlen szűkületen átbújva egy 40 cm-es letörés után egy kis kőfülkében ér véget az üreg.
Az üreg hossza 63,2 m és mélysége 10 m. A Sas-kövi-barlang régészeti lelőhely-azonosító száma 11554.
1976-ban volt először Sas-kövi-barlangnak nevezve az üreg az irodalmában. Előfordul az üreg az irodalmában Boldog tanya (egy régebben a bejárata mellett található márványtábla alapján), Harapovácsi barlang (Schőnviszky 1937), Macskaluk (Vastagh, Schőnviszky 1956), Macska-lyuk (Eszterhás 1989), Macskalyuk (Bertalan 1958) (ez utóbbi három név nem ennek az üregnek, hanem a közelében található Macska-lyuknak a nevei), Orlováci-barlang (Bertalan 1976), Saskövi-barlang (Szeghalmy 1937), Saskövi barlang (Barcza, Thirring 1920), Sas-kői-barlang (Eszterhás 1989), Saskői-barlang (Józsa 1963) és Saskői barlang (Kessler 1931) neveken is.

## Keletkezés
A keletkezéséről háromféle teória látott napvilágot:
1. Természetes eredetű. Létezését Schőnviszky László (1955) szerint a víz oldó és kilúgozó munkájának köszönheti. A Sas-kövi-barlang egy andezittufában lévő kalcitér mentén keletkezett. Ez a kalcitér egyébként a barlangban ma is megtalálható. Vastagsága 15–30 centiméter. Víztiszta, kristályos. A barlangot magába foglaló andezittufa andezittöredékeket és apró fehér amfiboltűcskéket tartalmaz. Beljebb azután változik a helyzet. A nyílástól 10 méterre, felül egy sárgás-fehér mészkőréteg alkotja a barlang falát. Kis kalcitfészkekkel és egész kicsiny andezitzárványokkal. Maga a barlang jó része egy zsíros tapintású, szürkés agyagrétegben keletkezett. Ez az agyag erősen mállott andezittufa. A savpróbára nem reagált, mésztartalma nincs, ellenben az említett kristályos kalcitér ebben található.

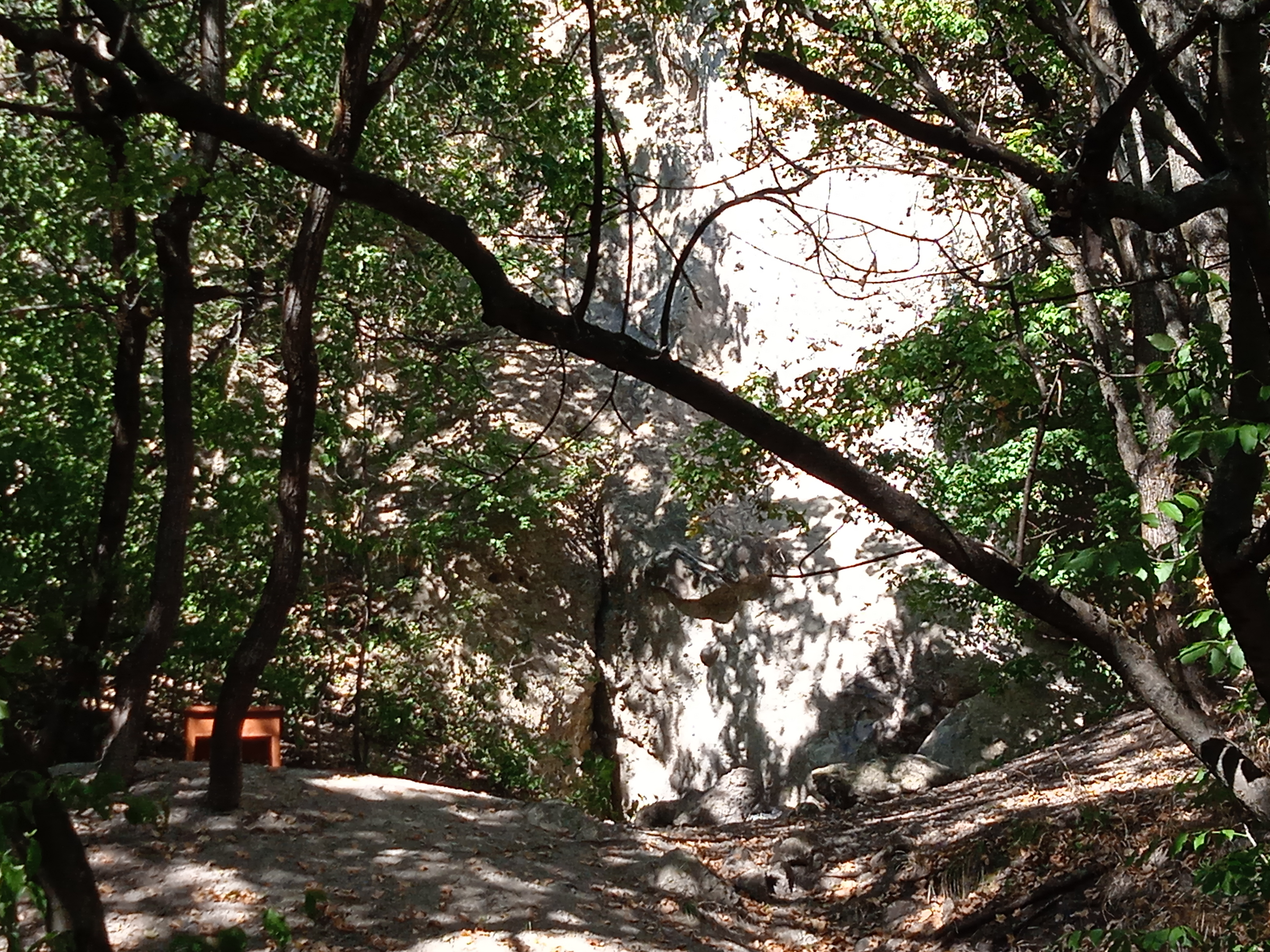
A Sas-kövi-barlang bejáratának előtere

2. Mesterséges eredetű. Vastagh Gábor és Wein György szerint mesterséges és tévesnek tartják Schőnviszky barlangkeletkezési elméletét. Épp ezért barlangnak sem lehetne nevezni. Erdélyi István szerint is mesterséges bányatáró, viszont a bejárat melletti sziklafal nem faragott. Gönczöl Imre véleménye szerint nem a tufa bányászásához hajtották a tárót, hiszen ott volt szabadon a sziklafal. Talán inkább azt a telért követték, ami a barlangban látható.
3. Természetes eredetű, amit később mesterségesen átalakítottak. Gallus Sándor szerint a barlang az andezittufa és láva rétegekben alakult ki a víz vájó hatására. Az eredetileg elég szűk barlangot aztán az aránylag könnyen vájható tufában egy szakaszon megszélesítették és mellékjáratokat fúrtak hozzá.

## Kutatástörténet

### 1952-ig
A Sas-kő sziklafalát Koch Antal is ismerte, aki földtani kutatásokat végzett itt az 1871–1874-es években. Szerinte ez a fal természetes letörés, vagy egy régi, elhagyott kőbánya lehet. Az üreget nem említette. Az üreg első írott említése az 1920-ban kiadott, Barcza Imre és Thirring Gusztáv által írt könyvben van. A kiadványban közölve lett, hogy a Saskövi dűlőn van egy felhagyott kőbánya, ahol megtalálható a Saskövi barlang bokrok között nyíló bejárata. A több járatú barlang végén víznyelő tölcsér van. 1921-ben a Budapesti Egyetemi Turista Egyesület tagjai sok pilisvidéki barlang térképezését kezdték el, pl. elkészítették a Saskői barlang alaprajz térképét maguk szerkesztette teodolit segítségével. Az 1924-ben napvilágot látott, Budapest Duna-jobbparti környéke című kiadványban meg van ismételve az 1920-ban publikált könyv Saskövi barlangot bemutató része.

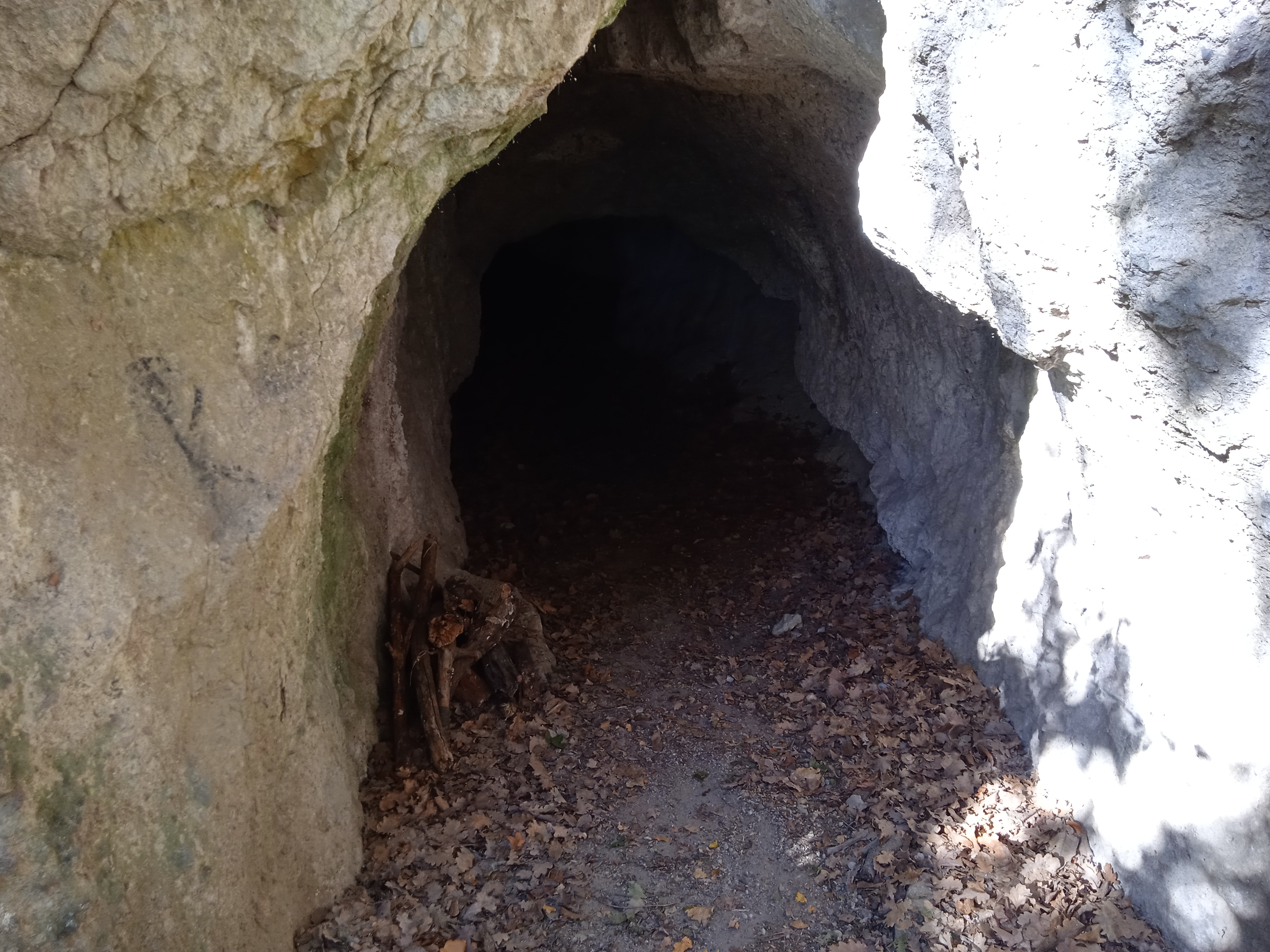
A Sas-kövi-barlang főágának eleje

Az 1929-ben megjelent, Thirring Gusztáv által írt útikönyvben az van írva, hogy a Saskövi dűlőn (Orlovác) egy felhagyott kőfejtő található, amelynek bokrai között van a Saskövi barlang bejárata. A több járatú barlang végén víznyelő tölcsér van. Az 1932-ben kiadott, Az Aggteleki cseppkőbarlang és környéke című könyvben, a Pilis hegység és a Visegrádi-hegység barlangjairól szóló részben meg van említve, hogy Szentendre közelében helyezkedik el az átvizsgálásra váró Saskövi barlang. Az említés egy publikáció alapján lett írva.
Az 1934. évi Barlangvilágban szó van arról, hogy 1933. május 22-én Schőnviszky László a Magyar Barlangkutató Társulat szakülésén ismertette a Szentendrén található Saskői barlangot. Az előadás szerint a barlangnak a sas-kői szirtek alatt van a D-re tekintő, 1,5 m széles és 1,5 m magas bejárata. A bejárat után É–D-i irányba húzódó, 46 m hosszú, befelé fokozatosan keskenyedő és alacsonyodó járat következik. Ehhez a járathoz két mellékjárat és egy odú kapcsolódik. Ennek az üregnek az az érdekessége, hogy porhanyós andezittufában jött létre. Az 1935. évi Erdészeti Lapokban az olvasható, hogy a Saskövi barlang Szentendre Saskövi dűlőjében (Orlovác), a városi erdőben található mészkőbarlang. A barlang kb. 20 m² alapterületű és 2,5 m magas. Még nincs átvizsgálva a barlang, amelynek végén víznyelőtölcsér látható.

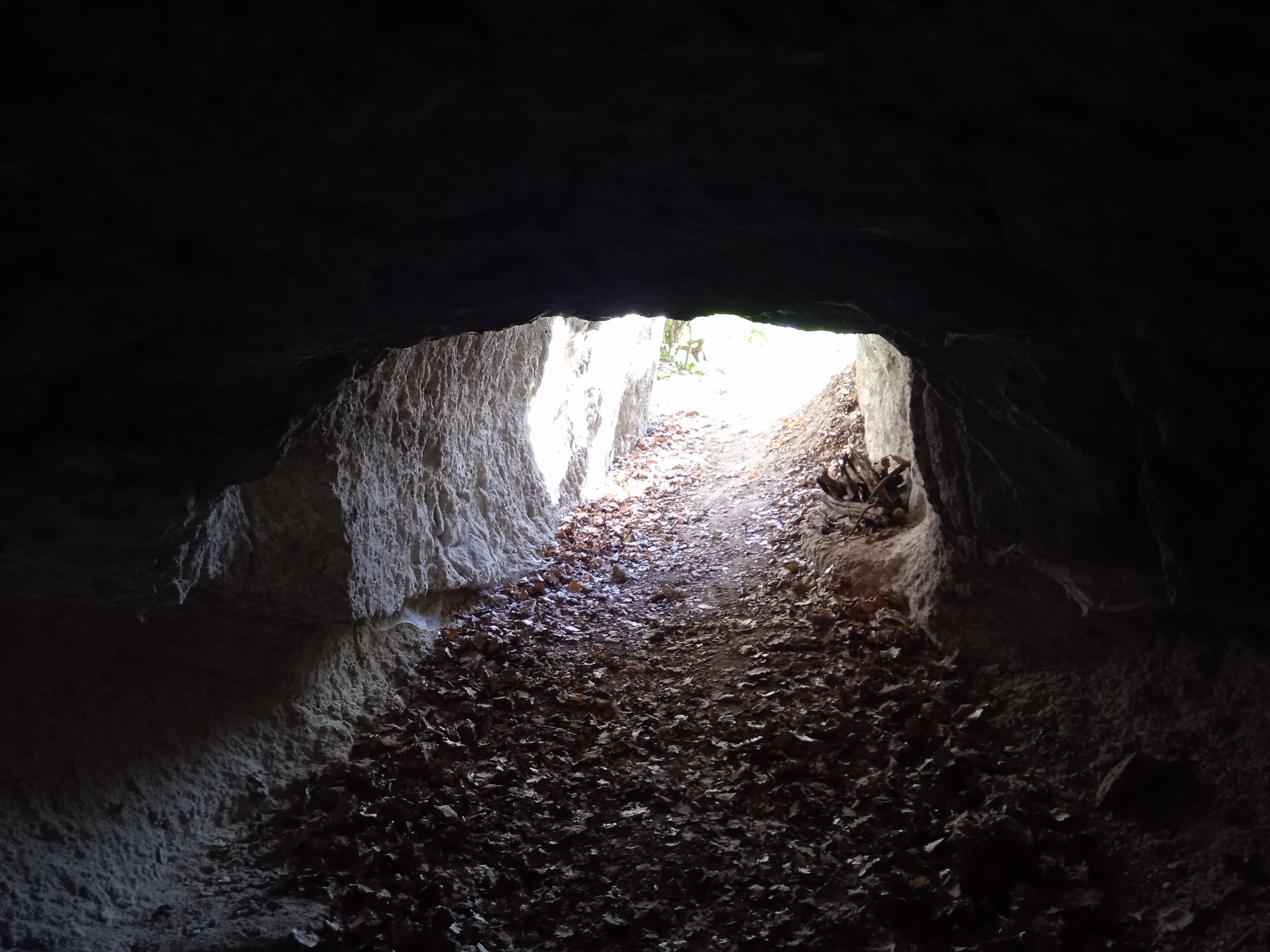
A Sas-kövi-barlang főágának bejárati része

A Turisták Lapja 1937. évi évfolyamában az van írva, hogy a Saskövi barlang (Harapovácsi barlang) Szentendrétől É-ra, a Nyerges DK-i szirtjében, a Sas-kőben található. Sziklafal, amely állítólag egykor kőfejtő volt, aljában van a barlang bejárata. A Pilis hegység egyik legérdekesebb barlangja, mert az andezittufába betelepült kis mészerek kimosódása miatt alakult ki. A barlang D-re tekintő bejárata 1,5 m magas és 1,5 m széles. A barlang 46 m hosszú főjáratból, kisebb mellékjáratból és kis odúból áll. A barlangban érdekes, mangános bevonatú kis kalcitkristályokat figyelt meg Schőnviszky László. Valószínűleg ezek keltették fel a kincskeresők érdeklődését, akik jelenleg is vájják, vésik a barlang lágy kőzetét, hogy abban rubint és más hasonló drágakövet találjanak. A kincskeresők Rab Ráby kincseit keresik, aki Jókai Mór egyik regényében szerepel.
Az 1937-ben megjelent és Szeghalmy Gyula által írt könyvben szó van arról, hogy Szentendrétől É-ra, a Kis-Duna fölé 557 m-re emelkedő Nyerges-hegy közelében, a sas-kövi dűlőnél található egy elhagyott kőbánya, amelynek közvetlen szomszédságában helyezkedik el a Saskövi-barlang. A barlang kialakulása eltér a könyvben addig tárgyalt barlangokétól, mert azt nem szénsavas víz vagy hőforrás oldó hatása hozta létre, hanem az a vulkáni tevékenység volt kialakítója, amely a geológiai harmadkor alsó miocénjében építette fel a Nyergest is magába foglaló hegycsoportot. Az ún. többjáratúak közé tartozik a barlang. Érdekessége, hogy víznyelőtölcsér van egyik járatának végén. Az 1948-ban kiadott, Pilis-hegység című útikönyvben meg van említve, hogy a Sas-kő falletörésének alján van a Saskövi barlang nagyon érdekes, egyenesen befelé haladó, hosszú és alacsony folyosója. Ez a főfolyosó, amely több járatra ágazik hamarosan. Víznyelő van a középső járat végén. Lámpát, esetleg zseblámpát kell használni a barlang megtekintéséhez. A barlang előtt található kis sík részről festői kilátás tárul Szentendrére.

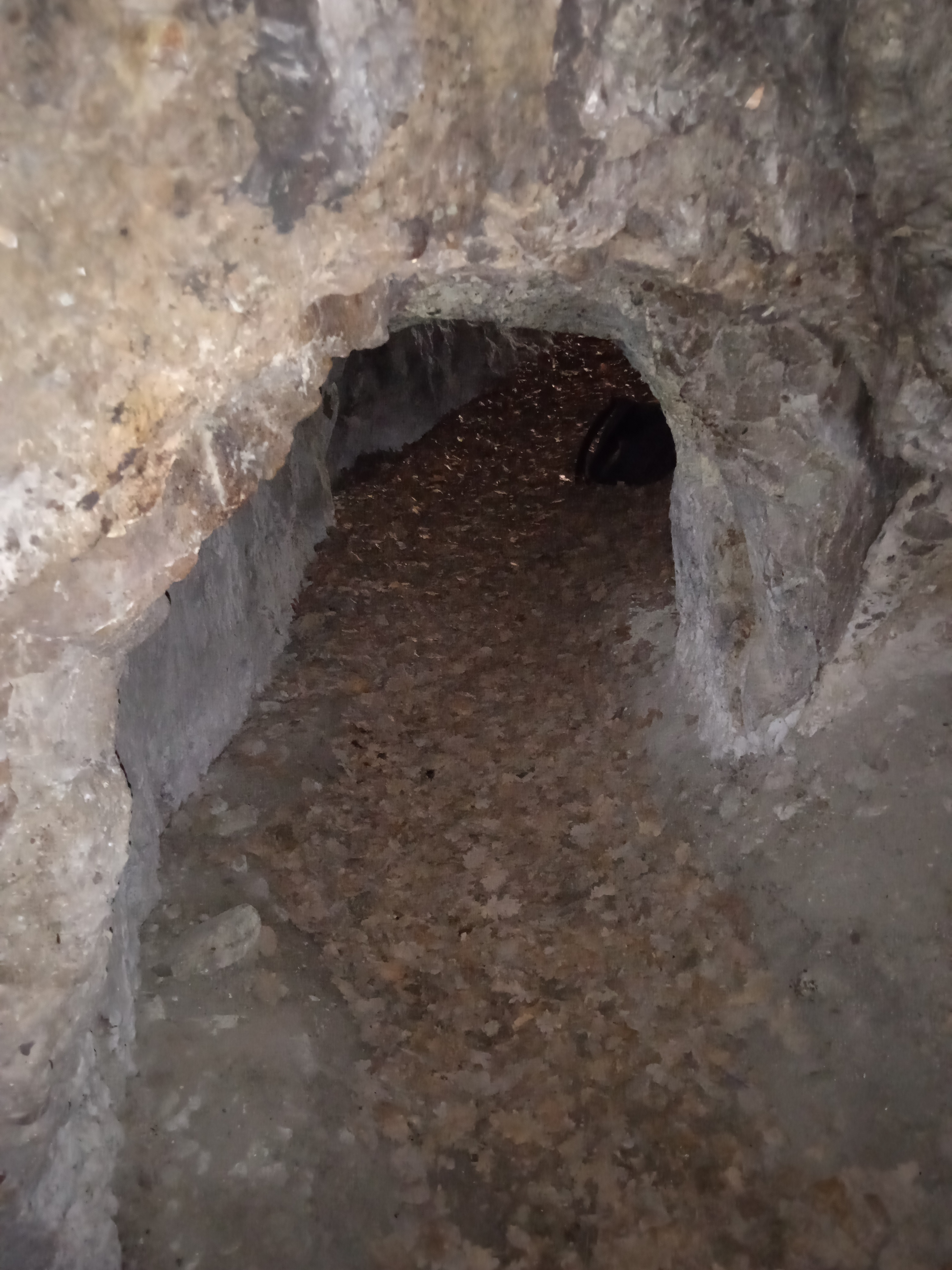
A Sas-kövi-barlang főágának egyik része

Kadić Ottokár 1952-ben befejezett kéziratában le van írva az üreg 2 publikáció alapján. A Saskői barlang (Szentendre) Szentendrétől É-ra, a Nyerges DK-i szirtjében, a Sas-kőben található. A sajátos üreg azért különleges, mert az andezittufába betelepült kis mészerek kimosása vagy kilúgzása miatt keletkezett. A barlang D-re tekintő bejárata 1,5 m magas és ugyanolyan széles. A bejáraton át a 46 m hosszú főjáratba lehet jutni. A barlangnak van egy mellékjárata és egy odúja is. A barlang falait helyenként mangán és kalcitkristályok borítják.

### 1955–1967
Az 1955. évi Természetjárásban lévő és Schőnviszky László által írt tanulmányban részletesen ismertetve lett a Sas-kövi-barlang. A tanulmány szerint a Nyerges gerincének lehúzódó nyúlványát a szentendrei szerbek Orlovacnak nevezték, amelynek jelenlegi magyar neve Sas-kő (396 m magas). A Sas-kő DNy-i oldalán, a félig erdős, félig kopár hegyoldalon fehérlik egy messziről is jól látható sziklafal. A sziklafal Koch Antal szerint természetes letörés, vagy régi és elhagyott kőfejtő. Nem ismert az eredete jelenleg sem a sziklafalnak, amelynek felső része andezit konglomerátum, alsó része pedig lágy, porhanyós andezittufa. Ennek a sziklafalnak a D-i alján, fák és bokrok között, andezittufában van a Saskövi-barlang boltozatos bejárata. A barlang bejáratát befoglaló andezittufában andezittöredékek és apró fekete amfiboltüskék vannak.
Az andezithegység kis barlangja azért érdekes, mert nem mészkőben keletkezett, de kialakulása mégis a víz oldó és kilúgozó hatásának eredménye. Az ún. vízvájta barlang az andezitben lévő plagioklászokból és földpátokból keletkezett kalcitér mentén jött létre. A kalcitér andezittufában van. Ez a kalcitér, amely napjainkban 15–30 cm vastag, víztiszta és kristályos, megfigyelhető a Sas-kövi-barlangban. A barlang bejáratától beljebb, 10 m-re felül a barlang fala sárgásfehér mészkőrétegből áll, amelyben kis kalcitfészkek és nagyon kis andezitzárványok vannak. Különösen érdekes, hogy ez alatt a réteg alatt egy lágyabb és szürkés andezittufa-réteg húzódik, amely szintén tartalmaz meszet. A rétegek sorrendjének kialakításában minden bizonnyal egy előrenyomuló tenger játszott szerepet. Elképzelhető azonban, hogy ez a legalsó andezittufa-réteg csak az akkori tenger hullámverésével bemosott anyag. A barlang legnagyobb része egy zsíros tapintású, szürkés agyagrétegben alakult ki. Ez az agyag nagyon mállott andezittufa. Az agyag reagált savpróbára, de nincs mésztartalma. Az említett kristályos kalcitér ebben az anyagban helyezkedik el.

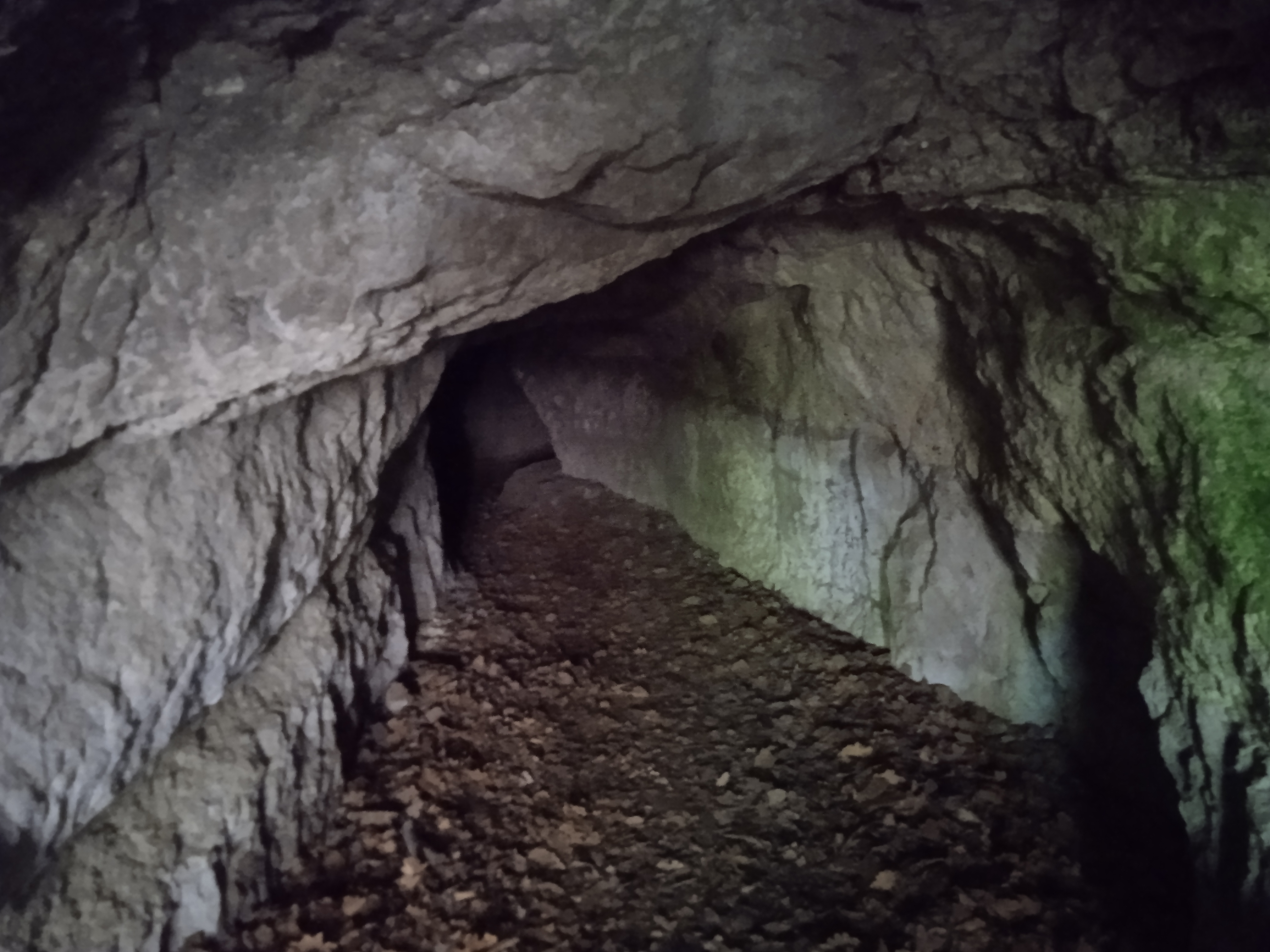
A Sas-kövi-barlang főágának egyik része

A barlang félig boltozatos alakú, D-re néző bejárata kb. 310 m tszf. magasságban fekszik, 1,5 m magas és 1,5 m széles. A barlang legnagyobb része (a barlang elején található megtörést leszámítva) É–D irányban húzódik. A barlang egy 40 m hosszú, folyosószerű járatból, egy 4 m-es alacsony kis oldaljáratból, a végén pedig egy szűkülő, lejtős rókalyukból áll. Ez utóbbi a Pilis hegység turistakalauza szerint víznyelő. A barlang legnagyobb része meglehetősen alacsony és csak meghajolva lehet közlekedni benne. Sehol sem éri el a magassága a 2 m-t. 40 cm magasak legalacsonyabb helyei (a 25. m-nél lévő hely és a végén, a rókalyuknál lévő hely). Általában 1–2 m között váltakozik a barlang szélessége. Legszűkebb (60 cm széles) a 33. m-nél lévő helyen, legszélesebb a barlang végén fekvő kis teremben, ahol 2,5 m-nél szélesebb. A Saskövi-barlang a bejáratától befelé fokozatosan lejt. A vége előtt lévő kis teremben megemeli a törmelék a talpszintet, majd a talpszint odébb hirtelen lesüllyed a rókalyukba. Kb. 4 m a barlang szintcsökkenése a bejárattól a végéig. Leginkább a víz oldó munkája volt hatással a barlang létrejöttére. Bár befelé fokozatosan lejt a barlang, mégsem ún. betörési barlang, mert nem fedezhető fel a víz mechanikai munkája, az erózió nyoma a barlangban.
Az nem ismert, hogy mióta tudnak a barlang létezéséről. Koch Antal az 1877-ben kiadott munkájában ismerteti a sziklafalat, de a barlangot nem említi meg. A Pilis hegység útikalauzában van az irodalomban először említve a barlang. Minden bizonnyal azonban nem volt ismeretlen a kincskeresőknek. Tőlük származhatnak az emberi kéznyomok, vésések, amelyek a barlang falán, főleg a bejárati részen észrevehetők. Jókai Mór egyik regényének szereplője, Rab Ráby kincsei miatt kutatják a barlangot jelenleg is. Schőnviszky László találkozott az egyik ilyen kincskeresővel, akit nem sikerült meggyőznie, hogy a falból kivésett, mangánbevonatú kis kalcitkristály nem rubin. A barlangot nem nagyon ismerik a természetjárók sem, pedig a Magyarországi Kárpát-egyesület egykor itt pihenőt alakított ki és táblával jelölte meg. A múlt évben rendezett természetjáró öttusa egyéni indulóinak érintendő pontja volt a barlang, de csak egy versenyző találta meg. A publikációhoz mellékelve lett a Sas-kövi-barlang alaprajz térképe, hosszmetszet térképe és 9 keresztmetszet térképe. A térképek 1953-ban készültek. A tanulmányban megjelent egy fénykép, amelyen a barlang bejárata figyelhető meg.

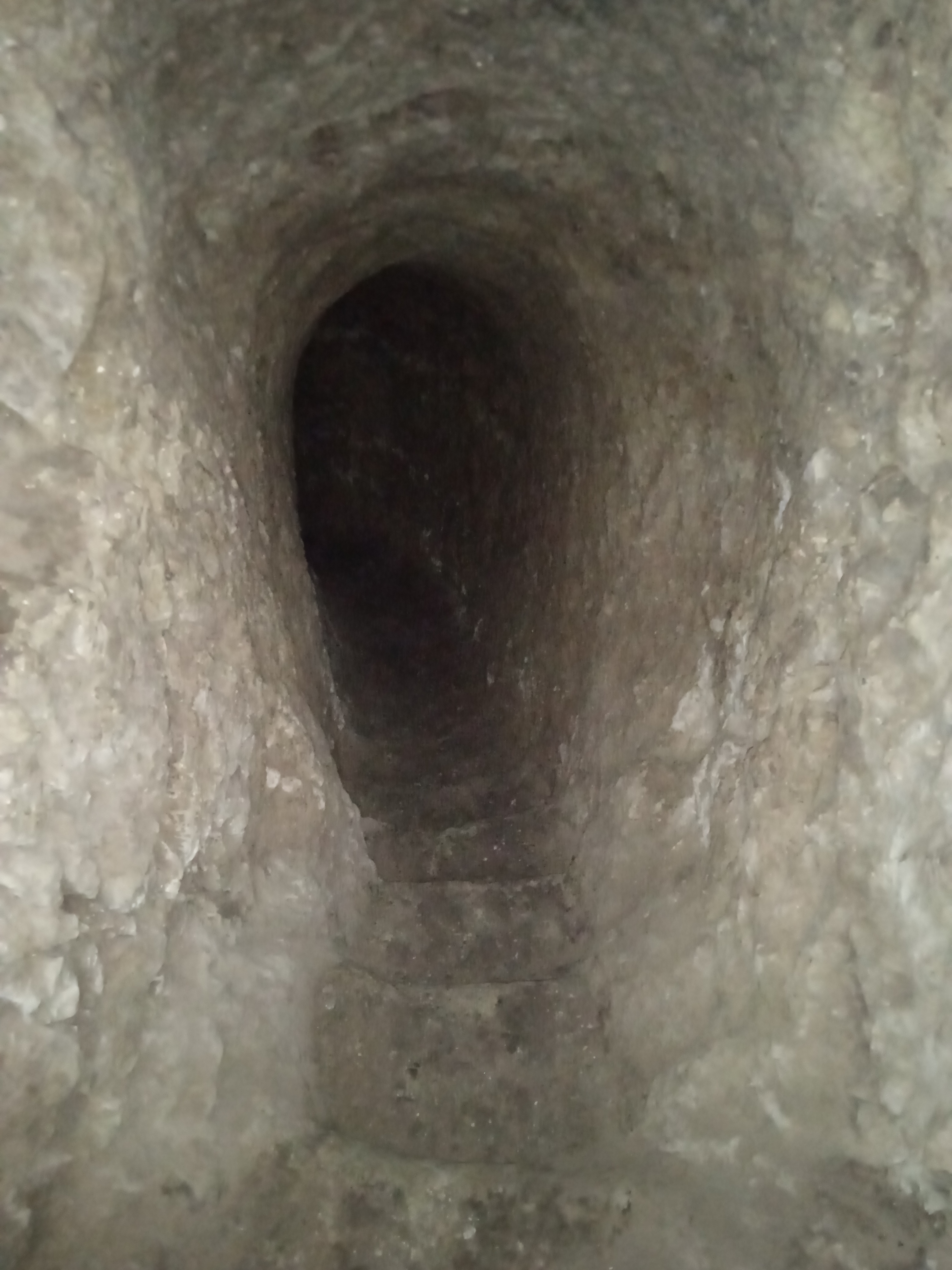
A Sas-kövi-barlang mellékágának egyik része

A Természetjárás 1956. februári számában az van írva, hogy Vastagh Gábor (idős, szentendrei lakos) olvasta Schőnviszky Lászlónak a Saskövi-barlangról szóló publikációját, amely a Természetjárás 1955. évi évfolyamában jelent meg, de nem ért egyet Schőnviszky László minden megállapításával. Vastagh Gábor szerint sem említi Koch Antal az üreget 1871-ben kiadott tanulmányában, pedig Koch Antalnak ebben a munkájában részletesen le van írva a Visegrádi-hegység. Ez még nem bizonyítja azt, hogy a tanulmány írásakor nem volt ismert az üreg. Vastagh Gábor először 1914-ben járt az üregben és emlékezete szerint az üreg akkor is csak addig volt megtekinthető, amennyit a barlang kitűnően elkészített térképe jelenleg bemutat az üregből. Vastagh Gábornak 1914-ben egy nagyon idős ember hívta fel a figyelmét az üregre. Az idős ember szerint 1848-ban is ismerték az üreget, mert oda bújtak a szentendrei fellázadt szerbek elől. Vastagh Gábor ezzel kapcsolatban azt írta, hogy ez nehezen hihető, mert nincs nyoma a történelemben annak, hogy 1848-ban mozgolódtak a szentendrei szerbek (a délvidéki szerbekkel ellentétben).
Vastagh Gábor szándékosan nem írta, hogy az üreg egy barlang, mert úgy gondolta, hogy az üreg nem természetesen alakult ki. Barlangnak csak természetes úton létrejött képződményeket lehet nevezni. Kétségtelen azonban, hogy barlangnak nevezik a helyiek is. Nem fogadható el az az elképzelés, hogy a posztvulkáni működéssel kalcit alakult ki, és utólag ilyen kalcitér mentén keletkezett az üreg. A sziklaletörés fehér színéből valóban kaolinitosodott andezittufára lehet következtetni, de kalcit semmiképp sem jöhet létre hidrotermálisan fumarola hatás miatt, mert tény, hogy már 50 °C felett, sőt, néhány adat szerint 30 °C felett a CaCO3 nem kalcit, hanem aragonit formájában válik ki. Az üregben található telér azonban valóban tartalmaz kalcitot. Ennek a kalcitnak az eredete ezért sokkal későbbi és a kalcit hideg vizes kialakulású, lehet, hogy a Schőnviszky László által is említett bryozoumos mészkövekből, azok kilúgozódása miatt alakult ki.
Az üregben lévő kalcittelér 15–30 cm vastag, és nem csak az üregben ekkora, mert a sziklaletörés felett látható, hogy ennél is vékonyabb. A telér ezért nem tölthette ki a nála sokkal nagyobb üreget. Ha lett volna valamilyen hihetetlen kialakulás miatt ilyen vastag kalcittelér, akkor sem tudta volna az ismeretlen eredetű víz hogyan, és hova folyva kilúgozni az üreget úgy, hogy ekkora, barlangszerű üreg maradjon utána. A Schőnvszky László által leírt folyamatra nincs példa a geológiában. Vastagh Gábor szerint biztos, hogy mesterségesen lett kialakítva az üreg. Teljesen nyilvánvaló, hogy a bejárattól mesterségesen van félkörívesre kivésve. Régen járt az üregnél, de emlékszik arra, hogy régen megfigyelhető volt az üreget lezáró ajtó ajtófélfájának nyoma. Ez a láthatóan alaposan kialakított üregrész azonban néhány méter után eltűnik. Feltételezhető, hogy az üreget érckutatásra használták, vagy a filoxérajárvány pusztítása előtt, az 1880-as évek elején szőlőtulajdonos használta szerszámai raktárának ezt a részt. Ezek az utóbbi találgatások csak a bejárati részre vonatkoznak.

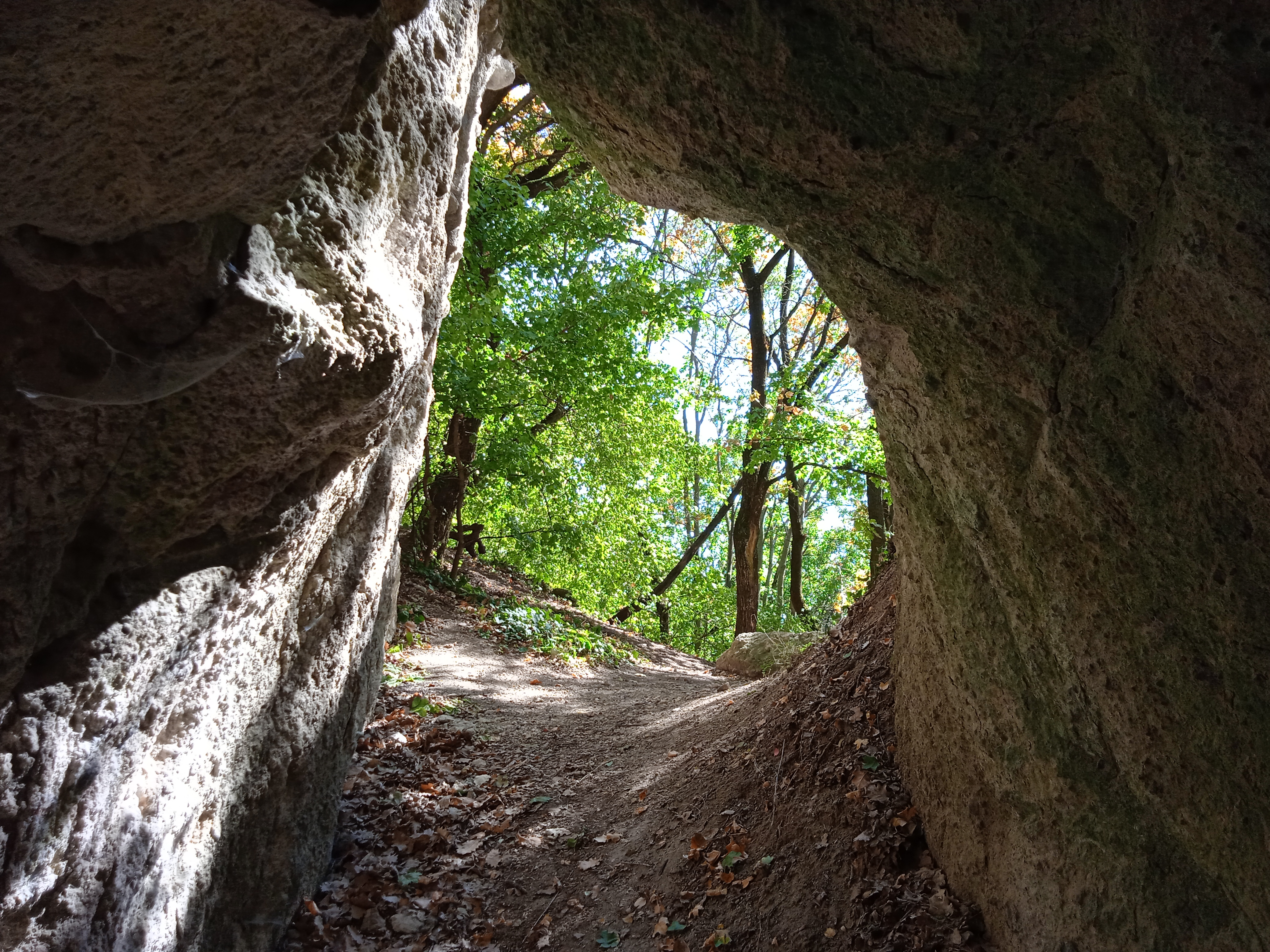
A Sas-kövi-barlang bejárata belülről fényképezve

Arra nincs magyarázat, hogy az üreg többi részét miért vésték ki. Elképzelhető, hogy volt itt egy vetődés, amely talán kialakított kis hasadékokat, majd ezek közül az egyik ismeretlen ok miatt tágítva lett. Vastagh Gábor szerint mesterséges kiképezésre utalnak az üregből jobbra-balra nyíló kisebb üregek is, amelyek melléküregek. Wein György geológus, aki szintén szentendrei és emiatt nagyon ismeri az üreget, nagyon határozottan azt állítja, hogy az üreg mesterséges keletkezésű. Az andezitekben lévő barlangszerűségeket figyelmesen kell tanulmányozni, mert sokan barlangnak hiszik pl. azt az üreget, amely a Börzsöny hegységben fekvő Kámor tetején helyezkedik el, pedig az Papp Ferenc (aki sokáig kutatta a Börzsöny hegységet) határozott véleménye szerint mesterséges eredetű. Vastagh Gábor szerint a régóta Szentendrén lakók az üreget nem Saskövi-barlangnak, hanem Macskaluknak nevezik. A Szentendrén lakók közül senki sem tudja azt, hogy hol van a Sas-kő, de mindegyikük tudja, hogy hol van az Orlovác. Véleménye szerint nem szabad az ilyen, jellemző neveket idegenek által kitalált nevekre cserélni.

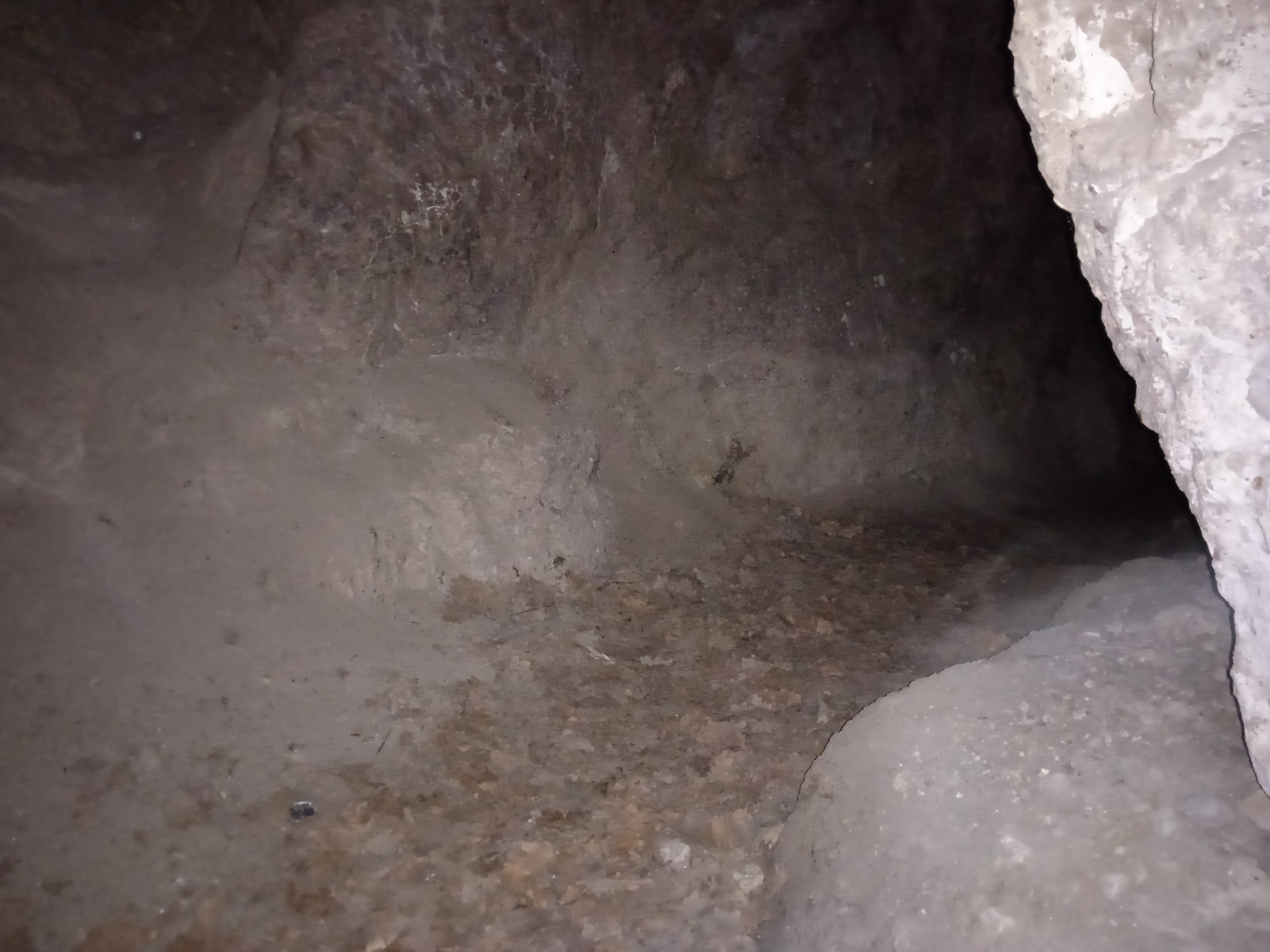
A Sas-kövi-barlang főágának egyik része

Schőnviszky László szerint az általa írt és a Természetjárás 1956. januári számában publikált cikk, valamint a Vastagh Gábor által leírtak között két, lényeges eltérés van. Az egyik a barlang kialakulásával kapcsolatos, mert Schőnviszky László nem írta azt, hogy hévforrásból vált ki a kalcit. Publikációjában azt írta, hogy a feltörő vízgőz és a hévforrások mentén elbomlott a kőzet. Az elbomlással jött létre kalcit a plagioklászokból. A folyamat le van írva Szádeczky-Kardoss Elemér 1955-ben megjelent Geokémia című könyvében. Schőnviszky László utal a Schafarzik Ferenc által írt naplóra, amelyet Vendl Aladár jelentetett meg (Geológiai kirándulások Budapest környékén). Ebben a könyvben Schafarzik Ferenc pl. az Apát-kúti-völgy egyik feltárásának vázlatában, rajzon is bemutat egy kalciteres vetődést, amely andezitben, illetve andezittufában van. Schafarzik Ferenc írt a Csódi-hegy lakkolit feltolulását követő fumarolák hatására létrejövő kalcitképződésről. Ezt a kialakulásmódot Schőnviszky László a cikkében majdnem ugyanúgy írta le.

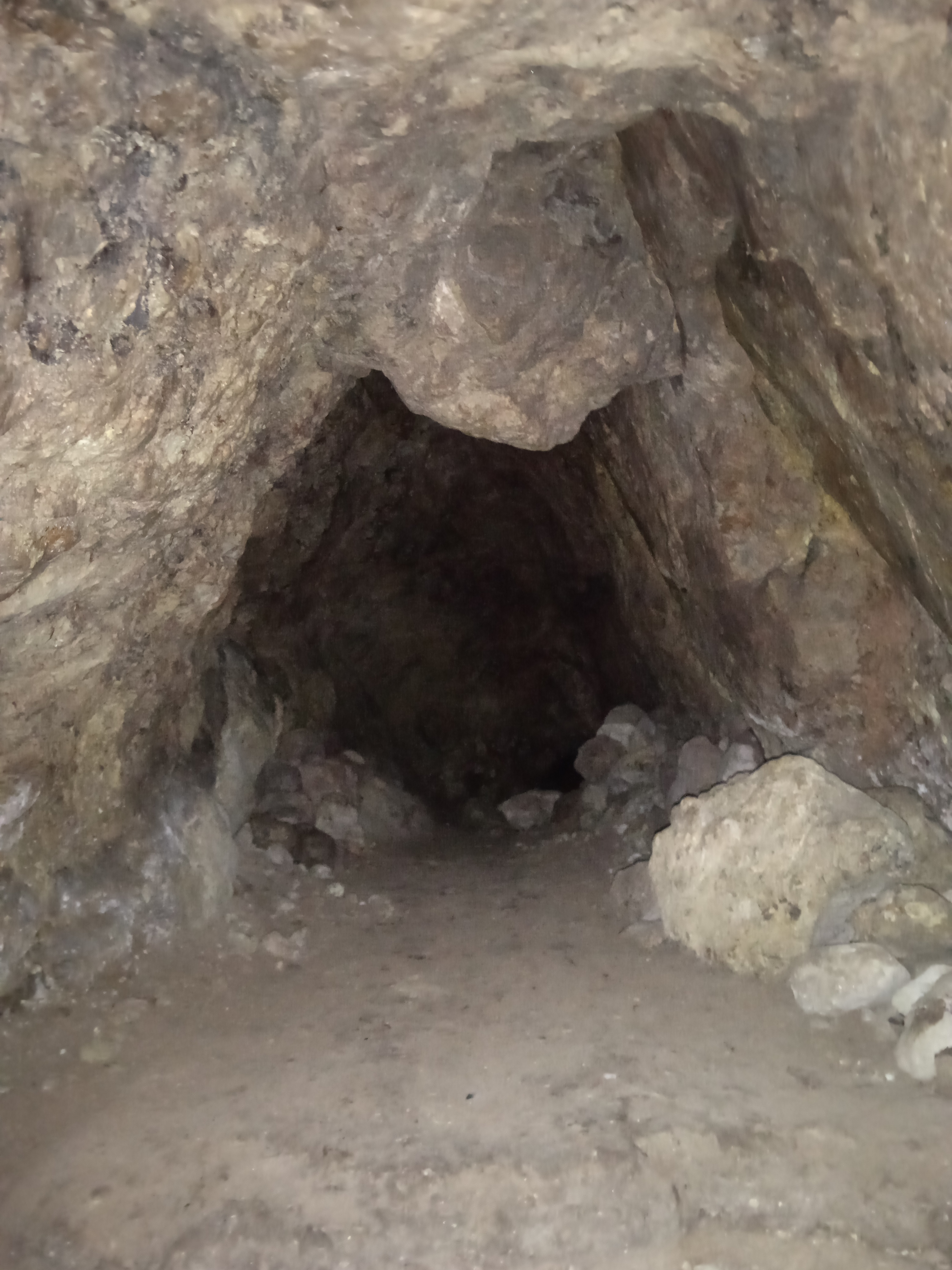
A Sas-kövi-barlang főágának egyik része

Schőnviszky László említette, hogy a Természetjárásban kiadott cikkében ő azt írta, hogy a kalcitér 15–30 cm vastag és ennek mentén (nem a helyén) jött létre a barlang. A barlang falát a 10. m-től befelé, ahogy publikálta, részben az a bizonyos sárgásfehér mészkőréteg képezi. Mivel a barlang nem hatalmas meretű, ezért nem kellett sok víz a barlang kioldásához. Ha az egész barlangjáratot kitölti a kalcitér (amelyre Vastagh Gábor Schőnviszky László szerint érthetetlenül következtetett), akkor sok víz kell a barlang létrejöttéhez. Schőnviszky László szerint az általa közölt és a Vastagh Gábor által közölt megállapítások között az a másik lényeges különbség, hogy Schőnviszky László természetes eredetűnek gondolta a barlangot, Vastagh Gábor viszont mesterségesnek. Schőnviszky László szerint Vastagh Gábor azt írta, hogy az üreg bejárata mesterségesen van kivésve. Schőnviszky László szerint azonban az üreg bejárata tipikus barlangbejárat, olyan, amelyet nem befolyásolt a kőzet vetődése, dőlése, vagy rétegződése, csak a felső részén lévő kis hasadék.
A Vastagh Gábor által régen megfigyelt ajtófélfa nyomát Schőnviszky László nem látta a helyszínen, pedig Schőnviszky László 20–25 éve, vagy talán régebb óta ismeri a barlangot. Schőnviszky László azonban nem óhajtja megkérdőjelezni azt, hogy le volt zárva a barlang, mert pincének volt használva a Szinva-szorosi-barlang is, valamint régen le volt zárva a Herman Ottó-barlang is, mert jégveremnek akarták használni. Schőnviszky László azt írta, hogy Vastagh Gábor feltételezése alapján a Sas-kövi-barlangnál vetődés történt, és kis hasadékok keletkeztek. Ennek a neve tektonikai preformáció, amely minden barlang kezdeti állapota, és amely néhány barlangban látható még jelenleg is. Schőnviszky László kitért arra is, hogy Vastagh Gábor szerint ez a kis hasadék valószínűleg érckutatás miatt mesterségesen lett tágítva. Schőnviszky László ezzel kapcsolatban közölte, hogy a Visegrádi-hegységben kőszén után kutattak. 1937-ben megjelent összeállításában a Holdvilág-árok barlangjánál említve van két ilyen mesterséges tárna, amelyekben régen minden bizonnyal szenet kerestek.
Schőnviszky László szerint, ha ő (Schőnviszky László) 1937-ben nem követte el azt a hibát, hogy mesterséges üreget barlangnak gondoljon, akkor ő (Schőnviszky László) 1956-ban sem nézi a természetes eredetű Sas-kövi-barlangot mesterségesen létrehozottnak. A Sas-kövi-barlang belső része a bejárati részéhez képest teljesen máshogy néz ki, ezért valószínűleg Vastagh Gábor sem vélné mesterséges üregnek. Schőnviszky László az 1937-ben megjelent írásában említett egy másik, andezitben található barlangot, az Apátkút-völgyi-barlangot, amelyet Kessler Hubert szerint főleg a víz eróziója alakított ki.
Schőnviszky László szerint az 1929-ben kiadott Pilis–Visegrádi-hegység útikalauzban Saskövi-barlang néven van említve a Sas-kövi-barlang. Schőnviszky László emiatt (nem talált utalást arra, hogy az üregnek más neve is van), és azért írta le Saskövi-barlang néven az üreget, mert a térképek Orlovac helyett Saskövet írnak, tehát topográfiailag is jónak gondolja a Saskövi-barlang nevet. Az üreg Macskalyuk nevével kapcsolatban említi, hogy az egyik, környéken lakó mutatott neki egy másik üreget. A környéken lakó szerint az a Macskalyuk. Schőnviszky László felhívja arra a figyelmet, hogy az 1955. évi Természetjárásban megjelent és általa írt cikkben van három sajtóhiba. Az első hasáb 53. sorában lévő lávaárok szó helyett lávaárak szót, a második hasáb 47. sorában lévő amfiboltüskék szó helyett amfiboltűcskék szót, a második hasáb utolsó mondatában lévő már szó helyett nem szót kellett volna nyomtatni. (Tehát az utolsó mondat eleje helyesen: A savpróbára nem reagált...)
A Természetjárás 1956. júniusi száma szerint a Vasas Heszbádog SK szakosztálya a Szigetmonostor rév és Viktor kunyhó közötti zöld sáv jelzésből kiágazó új turistajelzést (zöld barlang) festett fel a Saskövi-barlangig. Az 1958. évi Karszt- és Barlangkutatási Tájékoztatóban megjelent és Bertalan Károly által írt tanulmányban szó van arról, hogy a Saskövi barlang (Macskalyuk) Szentendrétől É-ra, a Nyerges DK-i szirtjében, a Sas-kőn (Orlovac) helyezkedik el. Elképzelhető hogy mesterséges eredetű az andezittufában lévő, 48,3 m hosszú, rókalyukszerű járat. A tanulmányban fel van sorolva 4 publikáció, amelyek foglalkoznak a Sas-kövi-barlanggal.

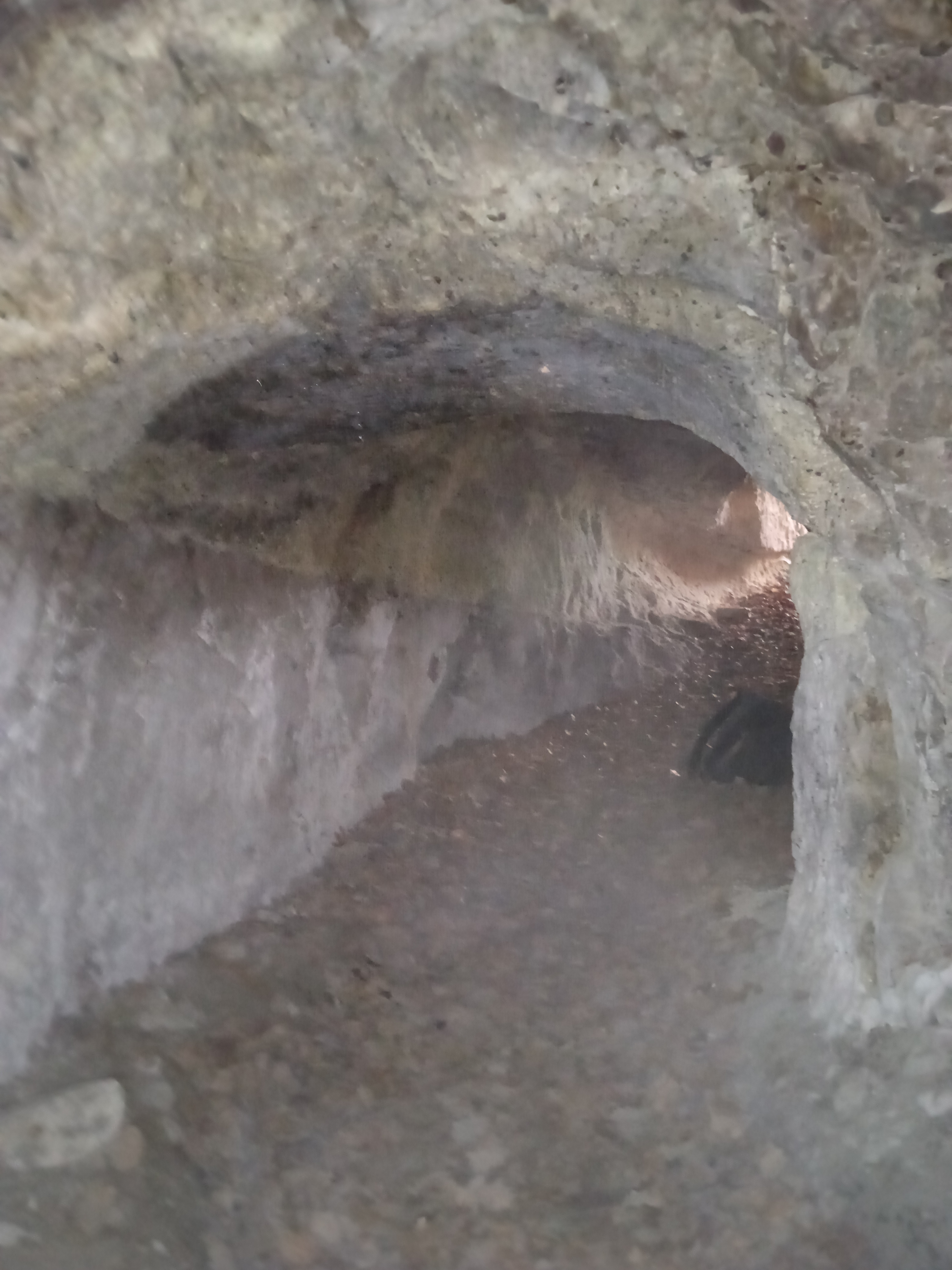
A Sas-kövi-barlang főágának egyik része

Az 1963. évi Karszt- és Barlangkutatási Tájékoztatóban meg van említve, hogy 1962-ben a Szabó József Geológiai Technikum Barlangkutató Csoportjának tagjai munkatúrát vezettek a Saskői-barlangba. Az 1967-ben kiadott Pilis útikalauzban, a Visegrádi-hegység barlangjait leíró részben az van írva, hogy a Sas-kövi-barlangnak Szentendrétől É-ra, a Nyerges-hegy DK-i szirtjében, a Sas-kőben van az 1,5 m magas, 1,5 m széles és D-re tekintő bejárata. Az üreg 46 m hosszú főjáratához egy kisebb mellékág és egy odú kapcsolódik. Az andezittufában keletkezett, mállott üreg minden bizonnyal mesterségesen lett növelve mostani méreteire.

### 1971-től
Az 1971. évi Archaeologiai Értesítőben az van írva, hogy a Macska-lyuktól kissé távolabb, a Szentendrétől É-ra fekvő Nyerges-hegy K-i végéhez közel helyezkedik el a közismert Saskövi-barlang, amely teljes egészében emberkéz által faragott táró. (A Nyerges-hegy kőzetanyaga ugyanolyan mint a Lom-hegyé.) Ennek a tárónak a hossza még nincs megkeresve. A Saskövi-barlang egy levált réteget követ. A táró magassága gyorsan csökken befelé haladva. Gallus Sándor a táróbejárat előtti részen feltárásokat végzett, de nem talált kormeghatározó leletanyagot. A bejárat előtt jelenleg is jól látható a meddőhányó ellaposodott kúpja, ahová a kibányászott törmelék került. Ezen a helyen nincsenek kőbányára utaló jelek, a bejárat mellett lévő sziklafal sem faragott.
Az 1974-ben megjelent, Pilis útikalauz című könyvben, a Pilis hegység és a Visegrádi-hegység barlangjainak jegyzékében (19–20. old.) meg van említve, hogy a Pilis hegység és a Visegrádi-hegység barlangjai között van a Sas-kövi-barlang. A Visegrádi-hegység barlangjait leíró rész szerint a Sas-kövi-barlangnak Szentendrétől É-ra, a Nyerges-hegy DK-i szirtjében, a Sas-kőben van az 1,5 m magas, 1,5 m széles és D-re tekintő bejárata. Az üreg 46 m hosszú főjáratához egy kisebb mellékág és egy odú kapcsolódik. Az andezittufában keletkezett, mállott üreg minden bizonnyal mesterségesen lett növelve mostani méreteire. Az 1976-ban napvilágot látott Magyar barlangtani bibliográfia barlangnévmutatójában szerepel a Szentendre-Visegrádi-hegységben lévő üreg Sas-kövi-barlang néven. A barlangnévmutatóban fel van sorolva 5 irodalmi mű, amelyek foglalkoznak az üreggel.

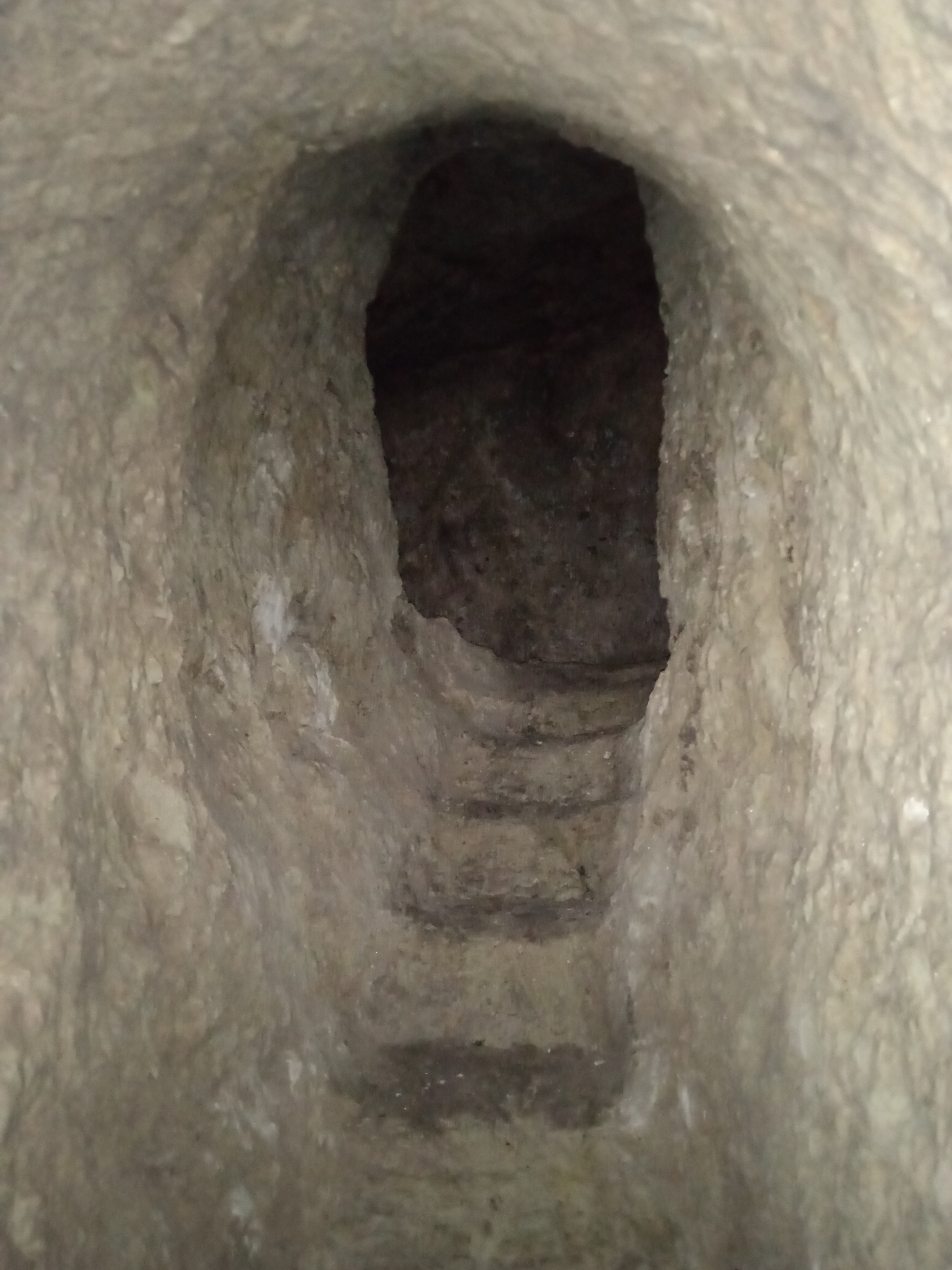
A Sas-kövi-barlang mellékágának egyik része

Az 1976-ban befejezett, Magyarország barlangleltára című kéziratban az olvasható, hogy a Visegrádi-hegységben és a Pilis hegységben, Szentendrén elhelyezkedő Saskövi-barlang további nevei Macskaluk és Orlováci-barlang. Szentendrétől É-ra, a Nyerges DK-i szirtjében, a Sas-kőben, az orlováci elhagyott kőbánya talpszintjén, 310 m tengerszint feletti magasságban van az üreg bejárata. Az üreg 46 m hosszú, 4 m mély, folyosószerű és nagyrészt mesterséges. A kézirat üregre vonatkozó része 2 irodalmi mű alapján lett írva.
Az 1978. évi Dunakanyarban megjelent tanulmányában Skerletz Iván egyetértett Erdélyi Istvánnal, hogy a Holdvilág-árok érdekes régészeti emlékei nem egyedülállók, hanem ide tartoznak a Macska-lyuk és a közelében lévő, mesterséges Saskövi-barlang alakulatai is. Az 1984-ben kiadott, Magyarország barlangjai című könyv országos barlanglistájában szerepel a Szentendre–Visegrádi-hegység barlangjai között az üreg Saskövi-barlang néven Macskaluk, Orlováci-barlang névváltozatokkal. A listához kapcsolódóan látható a Dunazug-hegység barlangjainak földrajzi elhelyezkedését bemutató 1:500 000-es méretarányú térképen az üreg földrajzi elhelyezkedése.
Az 1986-ban napvilágot látott, Magyarország régészeti topográfiája című könyvben az van írva, hogy a Sztelin-patak felett emelkedő Sas-kő DNy-i oldalában van a Saskövi-barlang bejárata. Az üreg a 28/33. sz. lelőhely (bánya, középkor?, telep?, őskor?). 1939-ben Gallus Sándor végzett próbaásatást a barlangbejárat előtt. A törmelékréteg alatt, 1 m mélyen diluviális réteget fedezett fel, amelyben apró silexek, faszén és madárcsontok voltak. Erdélyi István megállapította, hogy az egész tárót ember faragta ki, illetve az üreg hossza nem ismert. Jelenleg is jól megfigyelhető a bejárat előtt lévő hányó ellaposodott kúpja. Valószínűleg a magnezit tartalmú tufát bányászták a lelőhelyen. A topográfia szerzői megtalálták a szentendrei Ferenczy Múzeumban a barlang 1943-ban készült térképét. A térkép szerint a kissé lejtő táró kb. 50 m hosszú, 0,9–3,1 m magas és 1–1,6 m széles volt. A könyvbe bekerült a középkori bánya (?) alaprajz térképe, hosszmetszet térképe és 7 keresztmetszet térképe. Az alaprajz térképen látható a hosszmetszet és a 7 keresztmetszet elhelyezkedése a barlangban. A kiadványban van egy Szentendre térkép, amelyen megfigyelhető a Sas-kövi-barlang földrajzi elhelyezkedése. A térképen 33-as számmal van jelölve a lelőhely.

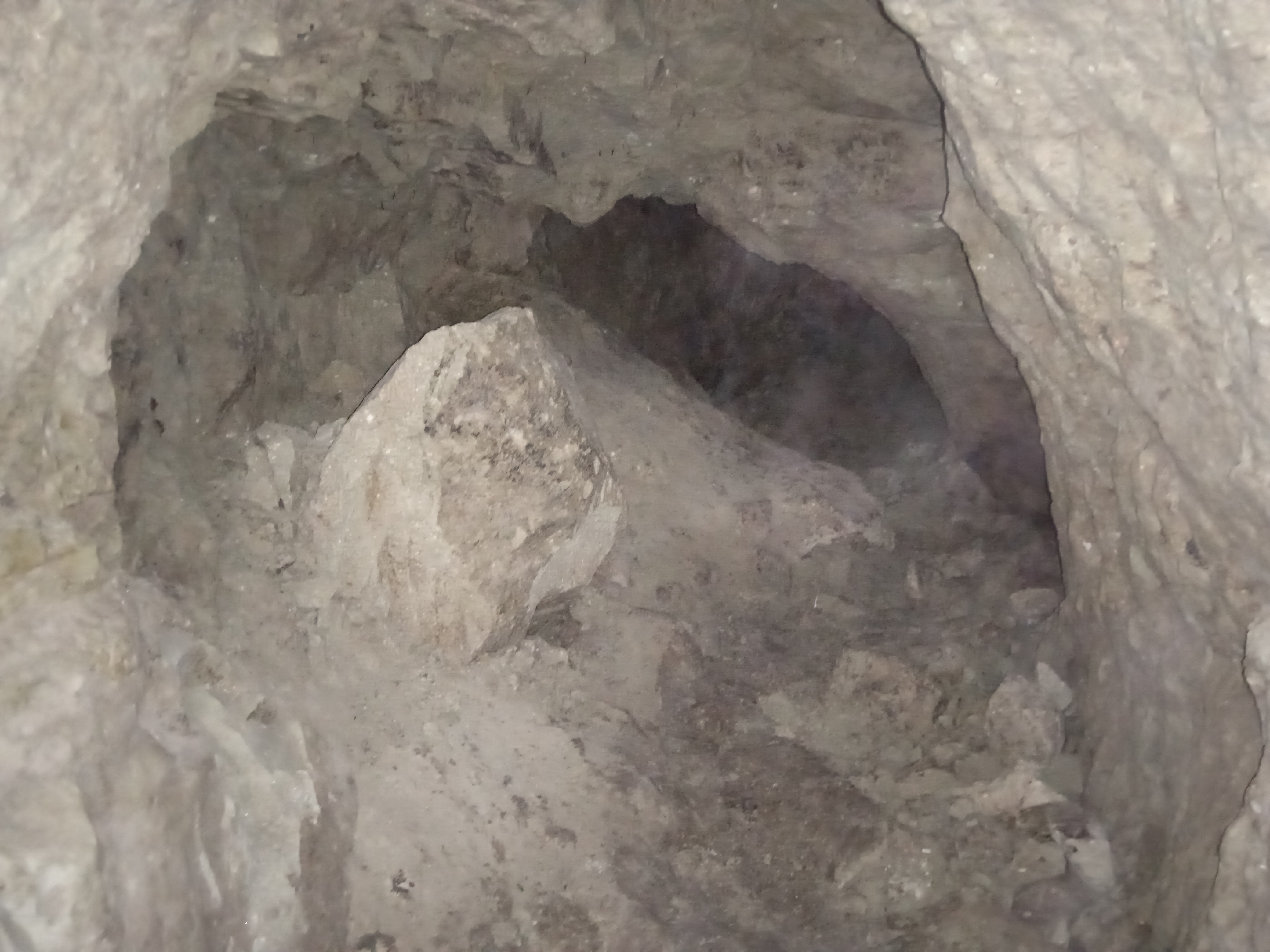
A Sas-kövi-barlang egyik része

Az Eszterhás István által 1989-ben írt, Magyarország nemkarsztos barlangjainak listája című kézirat szerint a Visegrádi-hegységben, a 4900-as barlangkataszteri területen, Szentendrén helyezkedik el a Sas-kői-barlang, amelynek Macska-lyuk és Orlováci-barlang a névváltozatai. Az andezitben és andezittufában keletkezett barlang 48,3 m hosszú, ismeretlen mélységű, magasságú és függőleges kiterjedésű. A Sas-kövi-barlang a Visegrádi-hegység nem karsztkőzetben keletkezett 16 barlangja közül az egyik, illetve Szentendre nem karsztkőzetben keletkezett 3 barlangjának egyike. A listában meg van említve az a Magyarországon, nem karsztkőzetben kialakult, létrehozott 220 objektum (203 barlang és 17 mesterséges üreg), amelyek 1989. év végéig váltak ismertté. Magyarországon 19 barlang keletkezett andezitben, 7 pedig andezittufában. Az összeállítás szerint Kordos László 1984-ben kiadott barlanglistájában fel van sorolva 119 olyan barlang is, amelyek nem karsztkőzetben jöttek létre.
Az Eszterhás István által 1992-ben írt lista szerint 1992 decemberében Magyarországon 423, a Visegrádi-hegységben pedig 36 olyan barlang van, amelyek nem karsztkőzetben alakultak ki. A vulkanikus kőzetben létrejött, Magyarországon található barlangok között a 7. leghosszabb az andezittufában húzódó Sas-kői-barlang (Szentendre), amely 48,3 m hosszú. A barlang függőleges kiterjedése, mélysége és magassága ismeretlen. Az Eszterhás István által írt, Magyarország nemkarsztos barlangjainak lajstroma című, 1993-ban készült kéziratban az olvasható, hogy a Visegrádi-hegységben, a 4900-as barlangkataszteri területen, Szentendrén helyezkedik el a Sas-kői-barlang. Az andezitben és andezittufában keletkezett barlang 48,3 m hosszú és 1,5 m magas. Az összeállításban fel van sorolva az a Magyarországon, nem karsztkőzetben kialakult, létrehozott 520 objektum (478 barlang és 42 mesterséges üreg), amelyek 1993 végéig ismertté váltak. Magyarországon 178 barlang, illetve mesterségesen létrehozott, barlangnak nevezett üreg alakult ki, lett kialakítva andezitben, 8 pedig andezittufában. A Visegrádi-hegységben 33 barlang jött létre nem karsztkőzetben.

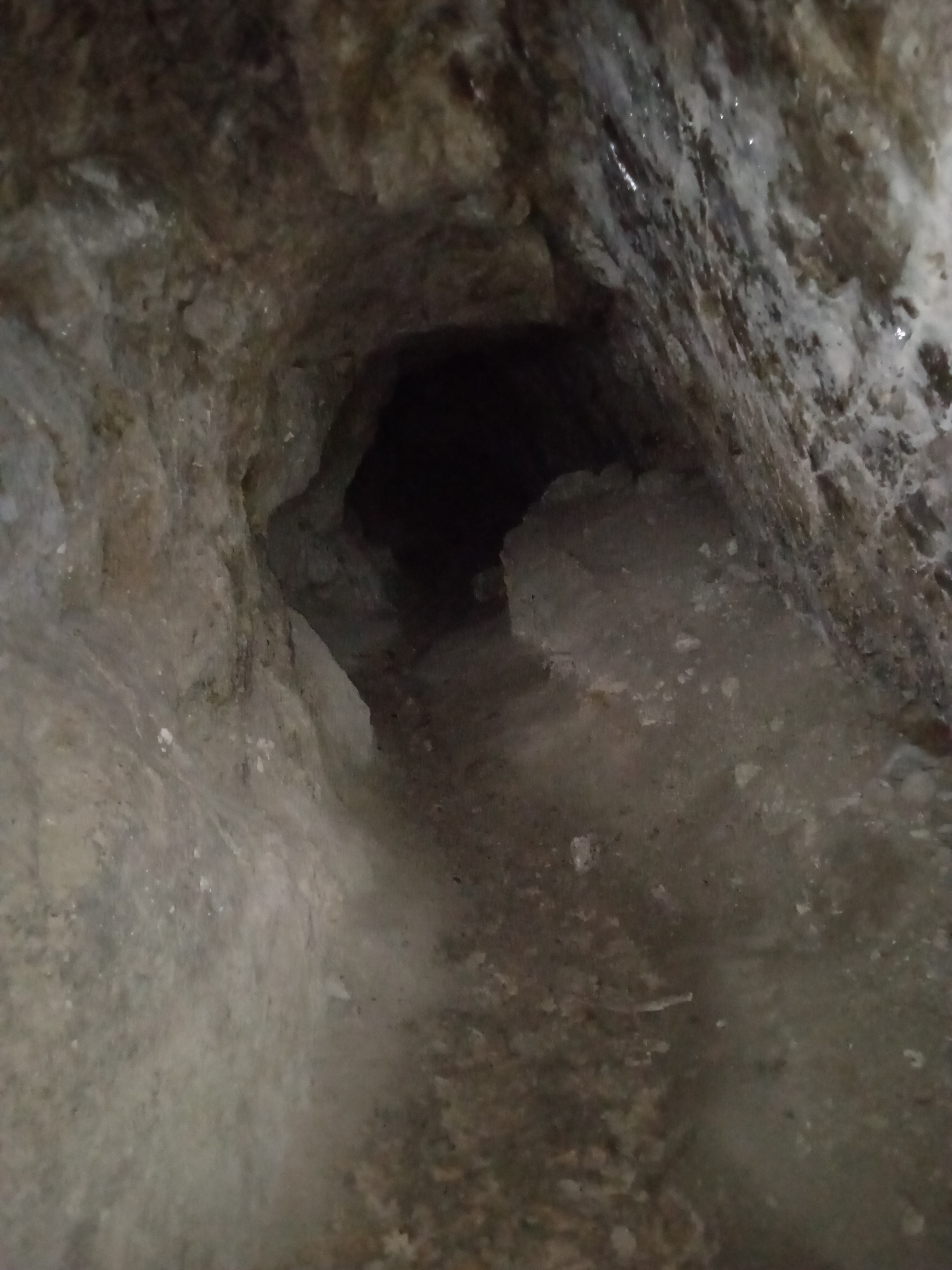
A Sas-kövi-barlang egyik része

A Troglonauta Barlangkutató Csoport 1993. évi jelentésében szó van arról, hogy a Sas-kövi-barlangnak (Macskaluk, Macska-lyuk, Orlováci-barlang) a Szentendrétől É-ra elhelyezkedő Nyerges-hegy D-i oldalán, a Sas-kőben, egy orlováci (?), egykori kőfejtő alján, 310 m tszf. magasságban van az 1,5 m magas és 1,5 m széles bejárata. (Az Orlovác név eredetét nem ismeri Ézsiás György.) A barlang 4 m mély, főága 46 m hosszú. A barlang andezittufába települt kis mészerek kimosása miatt alakult ki. Megfigyeltek benne mangános bevonatú kis kalcitkristályokat is. A barlang mesterségesen lett tágítva, pl. amiatt, mert Rab Ráby eldugott kincsét régen itt is keresték. A turisták nagyon ismerik a barlangot, de Ézsiás Györgyék nem jártak benne. A csoportjelentés Sas-kövi-barlangot ismertető része 6 irodalmi mű alapján lett írva.
Az 1994-ben megjelent, Lychnis. Szemelvények a vulkáni kőzetekben keletkezett barlangok kutatásáról című kiadvány szerint a Magyarországon lévő olyan barlangok között, amelyek vulkanikus kőzetben jöttek létre, az 1994. nyári állapot alapján a 8. leghosszabb a Sas-kői-barlang (Szentendre). Andezittufában alakult ki a 48 m hosszú barlang. A Magyarországon előforduló fontosabb vulkanikus kőzeteknek és az ezekben a kőzetekben lévő jelentősebb barlangoknak a földrajzi elhelyezkedését bemutató térképen látható a Sas-kövi-barlang földrajzi elhelyezkedése. Magyarországon 489, a Visegrádi-hegységben pedig 33 barlang található nem karsztkőzetben. Magyarországon 8 barlang alakult ki andezittufában.
Az Eszterhás István által 1994-ben írt, Természetes és mesterséges eredetű beszakadások vulkánikus kőzetekben című tanulmányban van egy Magyarország térkép, amelyen megfigyelhető Magyarország fontosabb, vulkáni kőzeteinek, illetve az ezekben lévő, jelentősebb barlangok földrajzi elhelyezkedése. A térképen látható a 4-es számmal jelölt Sas-kövi-barlang földrajzi elhelyezkedése. 1995 végén Magyarország 8. leghosszabb pszeudokarsztbarlangja volt az andezittufában található, 48 m hosszú és 2 m magas Sas-kői-barlang (Szentendre).
Gönczöl Imre és Kovács Árpád 1997. július 7-én (a XIII. Vulkánszpeleológiai Tábor során) tanulmányozták és felmérték az üreget, illetve elkészítették az üreg fénykép-dokumentációját. Ebben az évben a felmérés alapján elkészült a Sas-kövi-barlang (Szentendre, Sas-kő) alaprajz térképe, hosszmetszet térképe és 7 keresztszelvény térképe. Az alaprajz térképen, amelynek használatához a térképlapon jelölve van az É-i irány, látható a 7 keresztszelvény elhelyezkedése a barlangban. A térképeken 1:250 méretarányban van bemutatva az üreg. A felmérés alapján az üreg 53,2 m hosszú és 10 m mély.

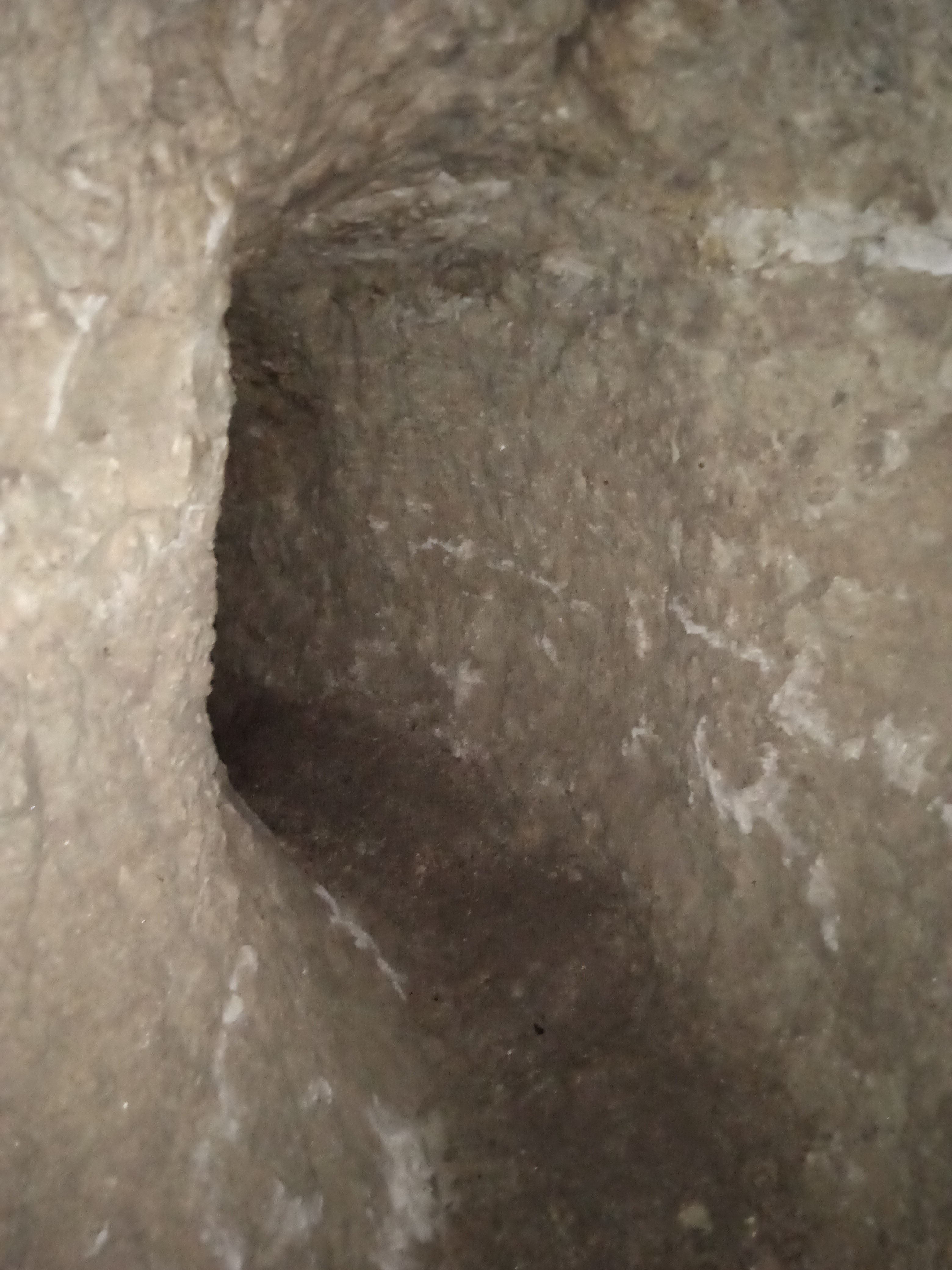
A Sas-kövi-barlang egyik része

Az MKBT Vulkánszpeleológiai Kollektívájának 1997. évi évkönyvében szó van arról, hogy a XIII. Vulkánszpeleológiai Tábor egyik napján, 1997. július 7-én (hétfőn) abban a néhány órában, amíg nem esett az eső csak egy csapat ment ki a Sas-kövi-barlanghoz. A csapat felmérte az üreget. Az 1997. november 24-i állapot alapján a Visegrádi-hegység 76 barlangjának egyike a Sas-kövi-barlang. Szentendrén, a Nyerges-hegyen helyezkedik el az 53,2 m hosszú és 10 m mély barlang. A Sas-kövi-barlang 1,5 m széles és 2,2 m magas bejárata a Sas-kő hosszú, ívelt sziklafalának közepén, a fal aljában helyezkedik el.
Az üreg bejárata után lévő tág, enyhén lejtő folyosóban 14 m-t kell menni, ahol a folyosóban egy iránytörés van. Az iránytörésben balra visszafordulva a szemben lévő falon, de főleg a mennyezetben egy érdekes, fehér színű telér maradványai húzódnak. Az iránytörés után a folyosó továbbra is majdnem az eredeti irányba tart, de kisebbek méretei. Bal oldalon lent egy 5 m hosszú, jobbra kanyarodó, kuszoda jellegű vakág ágazik ki. 4 m-t tovább haladva, szintén a bal oldalon látható egy ferdén lefelé tartó, kőzettörmelékkel kitöltött szűk járat, amely ismeretlen hosszú.
Az iránytörés után a tufát, eleinte csak a bal oldalfalban, majd tovább az egész táróban felváltja a szálban álló andezit. Az első vakág már teljesen andezitben van, de itt a jobb oldal még tufában. Az eltömődött kis oldalág után, 7 m-re található egy kb. 4 m hosszú, kellemetlenül alacsony, köves kuszoda. A kuszoda után omladékköveken felmászva egy jókora terembe lehet jutni, amely valószínűleg felharapódzó omlással jött létre. A terem talpszintje nagyon lejt, majd jobbra lenn egy 1,5 m mély gödörbe lehet lemászni. A gödör alján egy kellemetlen szűkületen átbújva egy 40 cm-es letörés után egy kis kőfülkében ér véget az üreg. A felmért barlang 54 m hosszú, legnagyobb mélysége a bejárathoz viszonyítva 8 m.
Minden bizonnyal az egész üreg, amely egy bányatáró, mesterségesen lett kialakítva. A szentendrei Ferenczy Múzeum Adattárában lévő, 1943-ban készült felmérés szerint kb. 50 m hosszú az enyhén lejtő táró. Erdélyi István szerint mesterséges bányatáró, amelyben valószínűleg magnezittartalmú tufát bányásztak. Gönczöl Imre szerint a tufa bányászatához nem kellett volna tárót hajtani, mert a sziklafal ott volt szabadon. Elképzelhető, hogy azt a telért követték, amely a barlang fenti leírásában említve lett. Érdekes lenne megtudni, hogy ezt a tárót mikor, miért és kik készítették. Elképzelhető, hogy valahol található ezekkel kapcsolatban információ. Gönczöl Imréék ottjártakor barlangi keresztespókok, dalos szúnyogok és holyvák éltek az üregben, illetve a táró első felében megfigyelték egy bársonyos, barna, pettyes lepkefaj sok egyedét. Nem láttak denevért benne. Valószínűleg azért, mert sokan ismerik és járják ezt a titokzatos üreget, amit a táróban sok helyen lévő kultúrszemét bizonyít. A Sas-kői-kisbarlang a Sas-kövi-barlangtól Ny-ra, kb. 100 m-re fekszik.

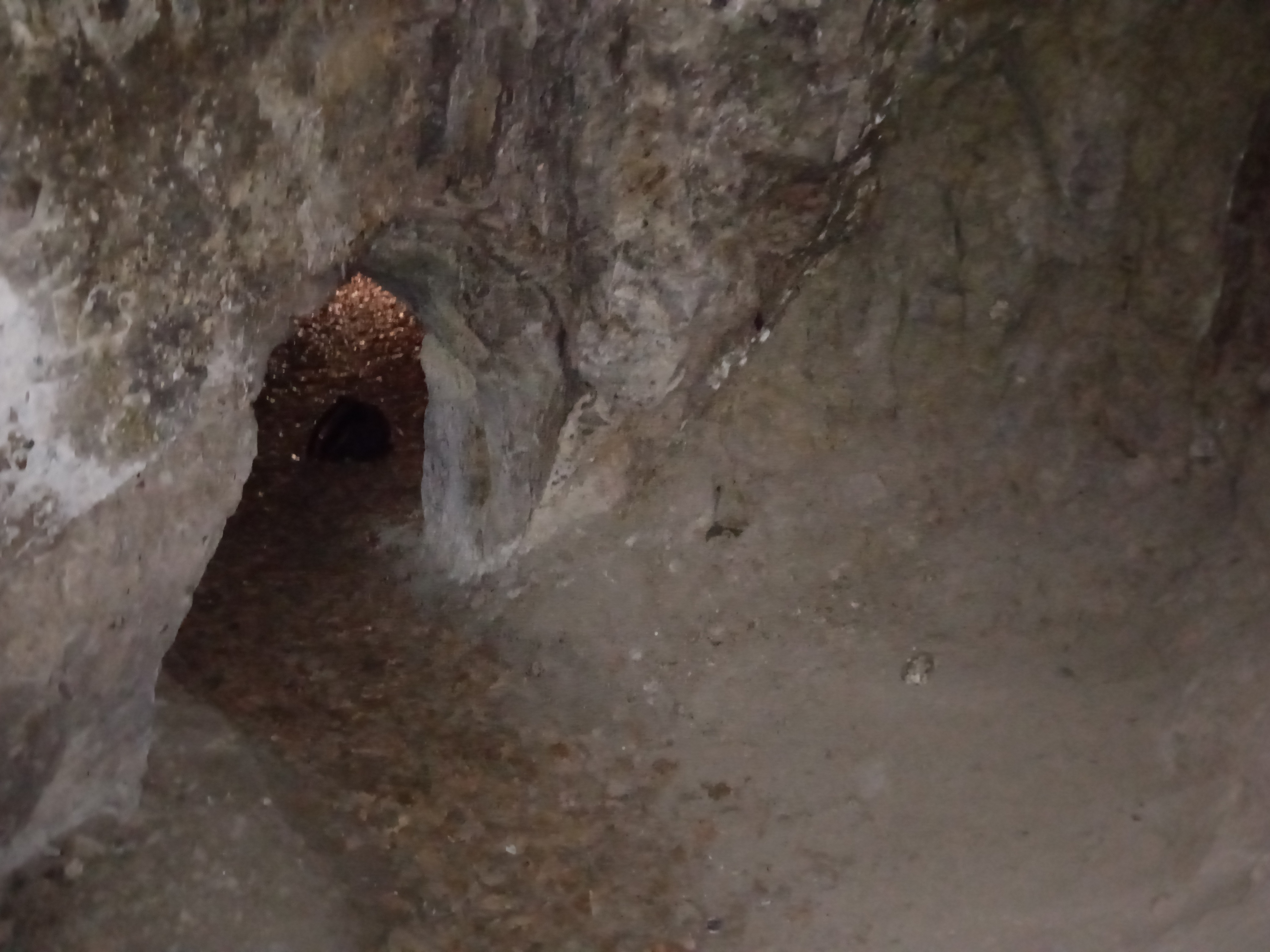
A Sas-kövi-barlang egyik része

A kéziratban van egy helyszínrajz (M 1:10 000), amelyen a Nyerges-hegy és barlangjainak földrajzi elhelyezkedése van bemutatva. A helyszínrajzon megfigyelhető a Sas-kövi-barlang földrajzi elhelyezkedése. Az évkönyvbe bekerültek az üreg 1997-ben készült térképei és 1943-ban készült térképei. (Utóbbiakról hibásan az van írva az évkönyvben, hogy a térképek publikálva lettek az Archaeologiai Értesítőben.) A kéziratban látható 6 színes fénykép, amelyek bemutatják a Sas-kövi-barlangot. Az első fényképen a barlang bejárata, a második fényképen a bejárat utáni lejtős folyosó, a harmadik fényképen a járat törésének D-i falán lévő telér, a negyedik fényképen a járat törése után található mennyezetben lévő telér figyelhető meg. Az ötödik fénykép fényképaláírása szerint feltűnő a folyosó két oldalának eltérő kőzetminősége (balra lenn az első kis oldalág torkolata látható). A hatodik fényképen a nagyon alacsony, kellemetlen, köves kuszoda figyelhető meg. A fényképeket Gönczöl Imre készítette.
A 2001. november 12-én készült, Magyarország nemkarsztos barlangjainak irodalomjegyzéke című kézirat barlangnévmutatójában szerepel a Sas-kövi-barlang. A barlangnévmutatóban fel van sorolva 39 irodalmi mű, amelyek foglalkoznak az üreggel. A 366., a 385., a 396., a 458., a 498. és az 512. tételek nem említik, a 363., a 384., a 395., a 457., a 497. és az 511. tételek említik. A 2013-ban publikált és Varga Gábor által írt tanulmányban a Pest megyében lévő Szentendrén elhelyezkedő és 11554 lelőhely-azonosítójú Sas-kövi-barlang a mesterséges üregként nyilvántartott régészeti lelőhelyek közé van sorolva.
A 2014. évi Karsztfejlődésben megjelent tanulmányban az olvasható, hogy a Visegrádi-hegység 2. leghosszabb barlangja a 63 m hosszú és 10 m mély Sas-kövi-barlang. Nagy sajtóvisszhangot kapott a barlang a genetikai vitája miatt. Sok tektonikus barlang és tektonikailag előre jelzett barlang ismert a hegységben, mint például a Sas-kövi-barlang. A Visegrádi-hegység 101 barlangjának egyike a Szentendrén található barlang, amely 63,2 m hosszú és 10 m mély. A publikációhoz mellékelt, a Visegrádi-hegység 10 m-nél hosszabb barlangjainak elhelyezkedését bemutató ábrán látható a barlang földrajzi elhelyezkedése. A helyszínrajzot Eszterhás István szerkesztette.

## További irodalom
- Eszterhás István: Vulkánszpeleológia. A Magyar Karszt- és Barlangkutató Társulat tanfolyami jegyzete. Budapest, 1994. 49 old.
- Gallus Sándor: Jelentés az 1939 május 23 – május 26-ig tartó szentendrei próbaásatásról. Kézirat, 1939. (A kézirat megtalálható a Magyar Nemzeti Múzeum Régészeti Adattárban.)
- Incze Attila: Ércesedési nyomok vizsgálata a Visegrádi-hegységben. Kézirat, szakdolgozat a JATE-n, Szeged. 1990.
- Michnai Attila: Pomáz – Holdvilág-árok, Nagy-szikla. Kézirat. Budapest, 1981. (Ásatási napló a Magyar Nemzeti Múzeum Adattárában.)
- –: MNM Adattára 6. Sz. I. Kézirat. (A kézirat megtalálható a Magyar Nemzeti Múzeumban.)
- –: SZFM Adattára 651. Kézirat. (A kézirat megtalálható a szentendrei Ferenczy Múzeumban.)